# 군위터미널
군위터미널(Gun-Wi bus Termianl, 군위시외버스공용터미널)은 대구광역시 군위군 군위읍 동부리에 있는 대한민국의 시외버스 터미널이다. 지상 3층 건물로 구성되어 있으며 건물 중앙에 매표소와 대합실이 있고, 나머지 공간은 상업 시설로 이루어져 있다. 터미널 뒤쪽에는 9개의 승차홈이 있다.
터미널 구내에는 군위교통의 사무실이 있다.
2014년 1월, 군위군이 안전행정부의 2013년도 간판개선시범사업 평가 결과 우수기관으로 선정되어 지원사업비를 받음에 따라 터미널 건축물 외벽에 꿈과 희망 그리고 도전을 영상화한 그래픽을 연출해 전원휴양 자족도시의 이미지를 상징화해 나갈 계획이라고 밝혔다.
2023년 7월부터 운행을 시작하는 급행9번은 터미널 구내로 들어오지 않고, 터미널 동쪽의 가변 정류장에 정차한다. 2025년 2월 24일에 급행9번의 인가대수 중 2대를 분리해서 신설하는 급행9-3번 역시 해당 정류장에 정차한다.

## 운행 노선

### 시외버스
| 방면        | 행선지                                                                                             |
| ----------- | -------------------------------------------------------------------------------------------------- |
| 수도권 방면 | 동서울, 수원, 안산, 오산, 인천, 서울남부                                                           |
| 충청권 방면 | 대전                                                                                               |
| 영남권 방면 | 구미, 구미공단, 구효령, 다인, 단촌, 도리원, 북대구, 안계, 안동, 영주, 의성, 인동, 일직, 지보, 풍양 |

## 시내버스
- 급행9번: 군위군청, 군위등기소, 군위터미널, 효령정류소(효령면사무소), 부계면사무소, 동명, 칠곡경대병원역방면
- 급행9-3번: 소보시장, 소보면사무소, 정리, 군위등기소, 군위터미널, 효령정류소(효령면사무소), 구효령정류소(장군리), 석우리, 가산면사무소, 동명면사무소, 칠곡경대병원역방면

## 특이 사항
- 대구 북부정류장행 막차는 터미널 승차홈으로 들어오지 않고 터미널 앞 택시 승강장에서 정차하는 경우가 있으니 막차 이용시 주의해야 한다.